# Menstruationsurlaub
Ein Menstruationsurlaub ist der rechtliche Anspruch für menstruierende Menschen, jeden Monat abhängig vom Menstruationszyklus eine Form des bezahlten oder unbezahlten Sonderurlaubs zu erhalten. Beim Menstruationsurlaub handelt es sich allerdings nicht automatisch um Urlaub im herkömmlichen Sinne. Er kann sich auch auf Krankenstandstage beziehen, die Frauen regelmäßig in Anspruch nehmen können, ohne einen spezifischen Grund angeben zu müssen.
Gesetzlichen Menstruationsurlaub gibt es nur in wenigen Ländern. Während Gegner von derartigen Regelungen mögliche Stigmata und Diskriminierung im Zusammenhang mit Menstruationsurlaub sowie die Medikalisierung von Menstruation kritisieren, sehen Befürworter Menstruationsurlaub als Förderinstrument zur Gleichstellung der Geschlechter und zum Abbau des Menstruationstabus.
Rund zehn bis zwanzig Prozent der Frauen haben so akute Menstruationsbeschwerden, dass sie pro Monat einen bis drei Tage nicht oder nur eingeschränkt arbeiten können. Neben den Regelschmerzen (Dysmenorrhoe) können Frauen auch durch prämenstruelle dysphorische Störungen bei der Arbeit eingeschränkt werden.

## Begriff
Es wird vorgeschlagen, statt des Begriffs „Menstruationsurlaub“ Bezeichnungen wie „Extra-Krankentage“, „Menstrual leave“ oder „Period Leave“ zu verwenden. Grund dafür ist, dass der Wortteil Urlaub im deutschen Sprachgebrauch mehrheitlich als Bezeichnung für Erholungsurlaub verwendet wird. Mit der Bezeichnung „Menstruationsurlaub“ werde impliziert, dass an Menstruationsbeschwerden leidenden Frauen sich eine schöne Zeit machen würden, während sie tatsächlich arbeitsunfähig sind.

## Arbeitsrecht

### Europa
Ein Vorschlag des italienischen Parlaments zur Einführung eines Menstruationsurlaubs im Jahr 2017 stieß auch die Debatte im Europäischen Parlament an, inwieweit die Menstruation die Gesundheit von Frauen in der Arbeitswelt beeinflusst. Der Gesetzentwurf hätte eine Richtlinie für Unternehmen eingeführt, drei Tage bezahlten Urlaub für Frauen zu gewähren, die unter starken Menstruationsbeschwerden leiden; die Richtlinie wurde nicht in Kraft gesetzt.
Unabhängig von lokalen Gesetzen gewähren vereinzelt Arbeitgebende Menstruationsurlaub. Neben arbeitsrechtlichen Erwägungen spielt es dabei auch eine Rolle, Tabus über die Menstruation abzubauen.

#### D-A-CH-Länder
In Deutschland, Österreich und der Schweiz gibt es keinen explizit geregelten gesetzlichen Menstruationsurlaub. Grund dafür ist, dass sich die Fälle der Arbeitsunfähigkeit infolge von Menstruationsbeschwerden nach den allgemeinen gesetzlichen Regelungen über die Lohnfortzahlung im Krankheitsfall richten. Frauen haben die Möglichkeit, sich bei schweren Menstruationsbeschwerden ärztlich arbeitsunfähig schreiben zu lassen. Vereinzelt besitzen Unternehmen ein Frei-Tageskontigent pro Person, das ohne ärztliches Attest in Anspruch genommen werden kann. 

In Deutschland sieht § 5 Abs. 1 S. 2 EFZG (Entgeltfortzahlungsgesetz) vor, dass eine ärztliche Bescheinigung im Fall der Arbeitsunfähigkeit nach drei Krankheitstagen vorzulegen ist. Der Arbeitgeber kann ein Attest nach § 5 Abs. 1 S. 3 EFZG allerdings schon früher verlangen. Je nach Arbeitgeber ist es also im Falle einer menstruationsbedingten Arbeitsunfähigkeit möglich, bis zu drei Tage ohne ärztliches Attest der Arbeit bei Entgeltfortzahlung fernzubleiben.
Bei einer von der Stadt Zürich unter den weiblichen Angestellten beim Interdisziplinären Zentrum für Geschlechterforschung (IZFG) der Universität Bern beauftragten Umfrage zeigte sich, dass mehr als 60 % der unter Menstruationsbeschwerden leidenden nicht die Angebote für Krankmeldung, Homeoffice oder längere Pausen wahrnehmen und bei Krankmeldungen meist andere Gründe wie Kopfschmerzen angegeben werden.

#### Spanien
2023 wurde in Spanien ein Menstruationsurlaub eingeführt. Dort wird, anders als in Deutschland, in den ersten drei Tagen einer krankheitsbedingten Arbeitsunfähigkeit keine Lohnfortzahlung gewährt. Als Ausnahme von dieser grundsätzlichen Regelung im Falle einer Arbeitsunfähigkeit, übernimmt der Staat die Lohnkosten der in Folge von Menstruationsbeschwerden arbeitsunfähigen Frauen ab ersten Tag. Um die Lohnfortzahlung geltend machen zu können, müssen Frauen jedes Mal ein ärztliches Attest über ihre Regelbeschwerden einholen. Innerhalb der ersten zehn Monate nach Inkrafttreten der Regelung, wurden 1558 Fälle einer menstruationsbedingten Krankmeldung registriert.

#### Russland
Russland wurde nach der Oktoberrevolution in einigen Berufszweigen eine Menstruationspause eingeführt; wegen der daraus resultierenden Diskriminierung von Arbeiterinnen wurde diese Regelung 1927 wieder abgeschafft.

### Asien
Japan: Frauen dürfen seit 1947 pro Monat einen Tag unbezahlten oder bezahlten Urlaub nehmen. Das japanische Gesetz schreibt zwar vor, dass Frauen bei akuten Menstruationsbeschwerden Urlaub nehmen dürfen, allerdings sind Unternehmen nicht dazu verpflichtet, bezahlten Urlaub zu gewähren.
Indonesien: Frauen haben ein Recht auf zwei Tage Menstruationsurlaub pro Monat, wobei es sich dabei nicht um zusätzlichen Urlaub handelt.
Südkorea: Weibliche Angestellte haben gemäß Artikel 71 des Arbeitsnormengesetzes Anspruch auf Menstruationsurlaub und es wird ihnen eine zusätzliche Bezahlung zugesichert, wenn sie den ihnen zustehenden Menstruationsurlaub nicht nehmen.
Taiwan: Das Gesetz zur Gleichstellung der Geschlechter gewährt erwerbstätigen Frauen drei Tage „Menstruationsurlaub“ pro Jahr zusätzlich zu den 30 Tagen „gewöhnlicher Krankheitsurlaub“.

### Afrika
Sambia: Seit 2015 haben Frauen einen gesetzlichen Anspruch auf einen freien Tag pro Monat aufgrund ihrer Menstruationsurlaubspolitik, bekannt als „Mother’s Day“.